# Ronnie Coleman
Ronald Dean "Ronnie" Coleman (13 de Maio de 1964, em Bastrop, Luisiana), é um ex-fisiculturista norte-americano detentor do recorde de oito títulos consecutivos de Mr. Olympia, feito que compartilha com Lee Haney. Apelidado de The King, (O Rei) é amplamente reconhecido como o maior fisiculturista de todos os tempos.
Um colega policial de Coleman sugeriu que ele participasse de uma academia conhecida como Metroflex. O dono da academia era Brian Dobson, que passou a ser também um fisiculturista amador, ofereceu a Coleman um título de membro vitalício grátis para treinar na Metroflex, o que permitiu que ele treinasse Coleman para a próxima competição de fisiculturismo, o Mr. Texas, naquele ano.
Após o treinamento para o próximo evento do Mr. Texas, Coleman ganhou o primeiro lugar na categoria peso pesado e na categoria geral. Ele também derrotou o homem que o treinou, Dobson. Ainda em 1990 Coleman não só levou o título de Mr. Texas, mas também os títulos anuais do National Physique Committee (NPC) Texas Championships. Em 1991, Coleman também ganhou o que provavelmente é considerado um dos mais prestigiados concursos de fisiculturismo amador, Mr. Universo. Esta vitória qualificou-o para participar do concurso de profissionais patrocinados pela IFBB, o maior órgão sancionado do esporte.
Coleman venceu seu primeiro campeonato como profissional, o Pro Canadá Cup em 1995. No ano seguinte ele venceu o concurso novamente. Seguido pelo primeiro lugar, em 1997, no Grand Prix Russo.
O sucesso de Coleman como um fisiculturista profissional o levou ao marketing de muitos produtos e outras oportunidades em sua carreira. Devido à sua profissão de bodybuilder Coleman fez uma série de viagens a lugares como China, Brasil e Austrália. Coleman também faz muitas aparições em inaugurações de ginásio em todo os EUA.
Coleman também fez alguns vídeos de treinamento. Seus primeiros vídeos de treinamento; O Inacreditável; O custo da Redenção, e On the Road. Nestes vídeos Coleman dá dicas para levantadores de peso experientes, enquanto adverte contra o excesso de esforço de forma imprópria.
Quando treina, Coleman prefere usar pesos livres, em vez de máquinas a fim de maximizar sua flexibilidade e amplitude de movimento. Ele levanta pesos quatro dias por semana, depois de ter parado com a turnê pelo mundo e de participar em eventos competitivos.
Coleman apoia os Jogos Inner City, uma organização que Arnold Schwarzenegger co-fundou em 1991. Ele foi o ganhador do Almirante 2001 no Prêmio Certificado Texas Marinha, do governador do Texas, Rick Perry, para realizações de destaque na musculação e para a promoção da cultura física.
Em 30 de junho de 2009, em entrevista à MuscleSport Rádio, Coleman afirmou que ele iria competir em 2010 na competição do Mr. Olympia. Coleman também indicou que ele não iria participar da competição do Mr. Olympia 2009 por falta de tempo de preparação. Em 10 de outubro de 2009, no Território do Norte de Fitness & Musculação Títulos em Darwin, Austrália, Coleman confirmou que ele iria competir em 2010 competição do Mr. Olympia, no entanto, ele não apareceu em 2010 no concurso Mr. Olympia.
Ao lado de seus oito títulos de Mr. Olympia ganhos como um fisiculturista profissional, Coleman detém o recorde de mais vitórias IFBB como um profissional com um número de 26 vitórias. Ele quebrou o recorde anterior (realizado por Vince Taylor, com 22 vitórias) em Moscovo, em 5 de novembro de 2004.
Em 2015, realizou uma delicada cirurgia de substituição da articulação do quadril.

## Títulos
- 1990 Mr. Texas (Heavyweight & Overall)
- 1991 World Amateur Championships (Heavyweight)
- 1991 Mr. Universe da  IFBB
- 1995 Canada Pro Cup
- 1996 Canada Pro Cup
- 1997 Grand Prix Russia
- 1998 Night of Champions
- 1998 Toronto Pro Invitational
- 1998 Mr. Olympia - 1.º lugar
- 1998 Grand Prix Finland
- 1998 Grand Prix Germany
- 1999 Mr. Olympia - 1.º lugar
- 1999 World Pro Championships
- 1999 Grand Prix England
- 2000 Mr. Brody Langley
- 2000 Grand Prix England
- 2000 World Pro Championships
- 2000 Mr. Olympia - 1.º lugar
- 2001 Arnold Schwarzenegger Classic
- 2001 Mr. Olympia - 1.º lugar
- 2001 New Zealand Grand Prix
- 2002 Mr. Olympia - 1.º lugar
- 2002 Grand Prix Holland
- 2003 Mr. Olympia - 1.º lugar
- 2003 Grand Prix Russia
- 2004 Mr. Olympia - 1.º lugar
- 2004 Grand Prix England
- 2004 Grand Prix Holland
- 2004 Grand Prix judaico
- 2005 Mr. Olympia - 1.º lugar